# Campoletis rostrata
Campoletis rostrata är en stekelart som beskrevs av Jussila 1996. Campoletis rostrata ingår i släktet Campoletis och familjen brokparasitsteklar. Inga underarter finns listade.